# Billy Claiborne
William F. Claiborne (21 ottobre 1860 – 14 novembre 1882) è stato un pistolero statunitense.

## Biografia
Membro della banda di fuorilegge nota come Cowboys operante nei dintorni di Tombstone negli anni ’80 del XIX secolo. Chiamato "the Kid" ("il ragazzo" in Lingua inglese) per il suo fisico minuto, non è da confondere con il famoso fuorilegge Billy the Kid. Partecipò, insieme ai compagni Frank McLaury, Tom McLaury, Ike Clanton e Billy Clanton alla famosa sparatoria all'O.K. Corral (26 ottobre 1881, Tombstone) contro i fratelli Earp (Wyatt Earp, Morgan Earp e Virgil Earp) e Doc Holliday. Claiborne scampò alla morte fuggendo dalla sparatoria.

### Fonti
- Breakenridge, Billy (1928), Helldorado: Bringing the Law to the Mesquite, Boston, ed. Richard M. Brown, University of Nebraska Press, 1992, ISBN 0-8032-6100-4. Nel volume del ex-aiutante di Behan, la figura di Wyatt Earp viene presentata in chiave apertamente negativa. Il punto di vista di Breakenridge aiuta però notevolmente a stemperare i toni aulici di Lake.
- Burns, Walter Noble (1927), Tombstone, an Iliad of the West, ed. Casey Tefertiller, University of New Mexico Press, 1999, ISBN 0-8263-2154-2.
- Lake, Stuart (1931), Wyatt Earp, frontier marshal. Prima biografia autorizzata di Wyatt Earp, basata su di un'intervista rilasciata a Lake da Earp nel 1928. Il volume raccoglie anche i testi dell'autobiografia che Earp dettò nel 1926 a John H. Flood.
- (Marcus, Josephine) (1998), I Married Wyatt Earp: The Recollections of Josephine Sarah Marcus Earp, ed. Glenn G. Boyer, University of Arizona Press, ISBN 0-8165-0583-7. Le memorie della moglie di Wyatt Earp, Josephine Marcus.
- Turner, Alford E. (1981), The O.K. Corral inquest, College Station (Texas), ISBN 0-932702-16-3. Il volume raccoglie i documenti originali del processo condotto dal giudice di pace Spicer, analizzati ed annotati dell'autore Turner. Viene considerata la più autorevole fonte di informazioni sugli Earp.

### Studi
- Gatto, Steve (2000), The Real Wyatt Earp: A Documentary Biography, Silver City, ISBN 0-944383-50-5.
- Barra, Allen (1998), Inventing Wyatt Earp: His Life and Many Legends, New York, ISBN 0-7867-0685-6.
- Tefertiller, Casey (1997), Wyatt Earp: The Life Behind the Legend, New York, ISBN 0-471-18967-7.
- McCool, Grace (1990), GUNSMOKE: The True Story of Old Tombstone, Tucson, ISBN 0-918080-52-5.
- Marks, Paula Mitchell (1989), And Die in the West: the story of the O.K. Corral gunfight, New York, ISBN 0-671-70614-4.